# Vela ai Giochi della X Olimpiade - Snowbird
La competizione della categoria Snowbird  di vela ai Giochi della X Olimpiade si è svolta nei giorni 5 al 12 agosto 1932 al Porto di Los Angeles.

## Partecipanti
| Nazione       | Equipaggio          |
| ------------- | ------------------- |
| Austria       | Hans Riedl          |
| Canada        | Reg Dixon           |
| Francia       | Jacques Lebrun      |
| Germania      | Edgar Behr          |
| Gran Bretagna | George Colin Ratsey |
| Italia        | Silvio Treleani     |
| Paesi Bassi   | Bob Maas            |
| Spagna        | Santiago Amat       |
| Stati Uniti   | Charles Lyon        |
| Sudafrica     | Cecil Goodricke     |
| Svezia        | Sven Thorell        |

## Risultati
| Regata 1 5 agosto | Regata 1 5 agosto | Regata 1 5 agosto | Regata 2 6 agosto | Regata 2 6 agosto | Regata 2 6 agosto | Regata 3 7 agosto | Regata 3 7 agosto | Regata 3 7 agosto | Regata 4 7 agosto | Regata 4 7 agosto | Regata 4 7 agosto |
| Pos.              | Nazione           | Punti             | Pos.              | Nazione           | Punti             | Pos.              | Nazione           | Punti             | Pos.              | Nazione           | Punti             |
| ----------------- | ----------------- | ----------------- | ----------------- | ----------------- | ----------------- | ----------------- | ----------------- | ----------------- | ----------------- | ----------------- | ----------------- |
| 1                 | Gran Bretagna     | 11                | 1                 | Paesi Bassi       | 11                | 1                 | Gran Bretagna     | 11                | 1                 | Canada            | 11                |
| 2                 | Paesi Bassi       | 10                | 2                 | Germania          | 10                | 2                 | Paesi Bassi       | 10                | 2                 | Germania          | 10                |
| 3                 | Stati Uniti       | 9                 | 3                 | Stati Uniti       | 9                 | 3                 | Germania          | 9                 | 3                 | Paesi Bassi       | 9                 |
| 4                 | Italia            | 8                 | 4                 | Austria           | 8                 | 4                 | Spagna            | 8                 | 4                 | Francia           | 8                 |
| 5                 | Spagna            | 7                 | 5                 | Gran Bretagna     | 7                 | 5                 | Sudafrica         | 7                 | 5                 | Spagna            | 7                 |
| 6                 | Francia           | 6                 | 6                 | Svezia            | 6                 | 6                 | Svezia            | 6                 | 6                 | Svezia            | 6                 |
| 7                 | Canada            | 5                 | 7                 | Francia           | 5                 | 7                 | Francia           | 5                 | 7                 | Gran Bretagna     | 5                 |
| 8                 | Svezia            | 4                 | 8                 | Spagna            | 4                 | 8                 | Stati Uniti       | 4                 | 8                 | Sudafrica         | 4                 |
| 9                 | Austria           | 3                 | 9                 | Italia            | 3                 | 9                 | Canada            | 3                 | 9                 | Austria           | 3                 |
| 10                | Germania          | 2                 | 10                | Canada            | 2                 | 10                | Austria           | 2                 | 10                | Italia            | 2                 |
| 11                | Sudafrica         | 1                 | DNF               | Sudafrica         | 0                 | 11                | Italia            | 1                 | DNF               | Stati Uniti       | 0                 |

| Regata 5 8 agosto | Regata 5 8 agosto | Regata 5 8 agosto | Regata 6 9 agosto | Regata 6 9 agosto | Regata 6 9 agosto | Regata 7 10 agosto | Regata 7 10 agosto | Regata 7 10 agosto | Regata 8 10 agosto | Regata 8 10 agosto | Regata 8 10 agosto |
| Pos.              | Nazione           | Punti             | Pos.              | Nazione           | Punti             | Pos.               | Nazione            | Punti              | Pos.               | Nazione            | Punti              |
| ----------------- | ----------------- | ----------------- | ----------------- | ----------------- | ----------------- | ------------------ | ------------------ | ------------------ | ------------------ | ------------------ | ------------------ |
| 1                 | Francia           | 11                | 1                 | Canada            | 11                | 1                  | Francia            | 11                 | 1                  | Spagna             | 11                 |
| 2                 | Spagna            | 10                | 2                 | Austria           | 10                | 2                  | Spagna             | 10                 | 2                  | Italia             | 10                 |
| 3                 | Paesi Bassi       | 9                 | 3                 | Francia           | 9                 | 3                  | Stati Uniti        | 9                  | 3                  | Francia            | 9                  |
| 4                 | Gran Bretagna     | 8                 | 4                 | Spagna            | 8                 | 4                  | Paesi Bassi        | 8                  | 4                  | Germania           | 8                  |
| 5                 | Canada            | 7                 | 5                 | Germania          | 7                 | 5                  | Italia             | 7                  | 5                  | Svezia             | 7                  |
| 6                 | Germania          | 6                 | 6                 | Paesi Bassi       | 6                 | 6                  | Germania           | 6                  | 6                  | Stati Uniti        | 6                  |
| 7                 | Svezia            | 5                 | 7                 | Stati Uniti       | 5                 | 7                  | Canada             | 5                  | 7                  | Gran Bretagna      | 5                  |
| 8                 | Stati Uniti       | 4                 | 8                 | Italia            | 4                 | 8                  | Gran Bretagna      | 4                  | 8                  | Paesi Bassi        | 4                  |
| 9                 | Austria           | 3                 | 9                 | Gran Bretagna     | 3                 | 9                  | Austria            | 3                  | 9                  | Canada             | 3                  |
| 10                | Italia            | 2                 | DNS               | Svezia            | 0                 | DNF                | Svezia             | 0                  | 10                 | Austria            | 2                  |
| DNS               | Sudafrica         | 0                 | DNS               | Sudafrica         | 0                 | DNS                | Sudafrica          | 0                  | DNS                | Sudafrica          | 0                  |

| Regata 9 11 agosto | Regata 9 11 agosto | Regata 9 11 agosto | Regata 10 12 agosto | Regata 10 12 agosto | Regata 10 12 agosto | Regata 11 12 agosto | Regata 11 12 agosto | Regata 11 12 agosto |
| Pos.               | Nazione            | Punti              | Pos.                | Nazione             | Punti               | Pos.                | Nazione             | Punti               |
| ------------------ | ------------------ | ------------------ | ------------------- | ------------------- | ------------------- | ------------------- | ------------------- | ------------------- |
| 1                  | Canada             | 11                 | 1                   | Stati Uniti         | 11                  | 1                   | Italia              | 11                  |
| 2                  | Paesi Bassi        | 10                 | 2                   | Germania            | 10                  | 2                   | Svezia              | 10                  |
| 3                  | Austria            | 9                  | 3                   | Svezia              | 9                   | 3                   | Gran Bretagna       | 9                   |
| 4                  | Francia            | 8                  | 4                   | Francia             | 8                   | 4                   | Canada              | 8                   |
| 5                  | Italia             | 7                  | 5                   | Italia              | 7                   | 5                   | Francia             | 7                   |
| 6                  | Svezia             | 6                  | 6                   | Canada              | 6                   | 6                   | Germania            | 6                   |
| 7                  | Stati Uniti        | 5                  | 7                   | Paesi Bassi         | 5                   | 7                   | Spagna              | 5                   |
| 8                  | Spagna             | 4                  | 8                   | Austria             | 4                   | 8                   | Stati Uniti         | 4                   |
| 9                  | Gran Bretagna      | 3                  | 9                   | Gran Bretagna       | 3                   | 9                   | Paesi Bassi         | 3                   |
| DQ                 | Germania           | 0                  | 10                  | Spagna              | 2                   | 10                  | Austria             | 2                   |
| DNS                | Sudafrica          | 0                  | DNS                 | Sudafrica           | 0                   | DNS                 | Sudafrica           | 0                   |

## Classifica finale
| Pos.    | Skipper             | Nazione       | Punti Totali | Punti ottenuti nelle regate | Punti ottenuti nelle regate | Punti ottenuti nelle regate | Punti ottenuti nelle regate | Punti ottenuti nelle regate | Punti ottenuti nelle regate | Punti ottenuti nelle regate | Punti ottenuti nelle regate | Punti ottenuti nelle regate | Punti ottenuti nelle regate | Punti ottenuti nelle regate |
| Pos.    | Skipper             | Nazione       | Punti Totali | 1                           | 2                           | 3                           | 4                           | 5                           | 6                           | 7                           | 8                           | 9                           | 10                          | 11                          |
| ------- | ------------------- | ------------- | ------------ | --------------------------- | --------------------------- | --------------------------- | --------------------------- | --------------------------- | --------------------------- | --------------------------- | --------------------------- | --------------------------- | --------------------------- | --------------------------- |
| Oro     | Jacques Lebrun      | Francia       | 87           | 6                           | 5                           | 5                           | 8                           | 11                          | 9                           | 11                          | 9                           | 8                           | 8                           | 7                           |
| Argento | Bob Maas            | Paesi Bassi   | 85           | 10                          | 11                          | 10                          | 9                           | 9                           | 6                           | 8                           | 4                           | 10                          | 5                           | 3                           |
| Bronzo  | Santiago Amat       | Spagna        | 76           | 7                           | 4                           | 8                           | 7                           | 10                          | 8                           | 10                          | 11                          | 4                           | 2                           | 5                           |
| 4       | Edgar Behr          | Germania      | 74           | 2                           | 10                          | 9                           | 10                          | 6                           | 7                           | 6                           | 8                           | 0                           | 10                          | 6                           |
| 5       | Reg Dixon           | Canada        | 72           | 5                           | 2                           | 3                           | 11                          | 7                           | 11                          | 5                           | 3                           | 11                          | 6                           | 8                           |
| 6       | George Colin Ratsey | Gran Bretagna | 69           | 11                          | 7                           | 11                          | 5                           | 8                           | 3                           | 4                           | 5                           | 3                           | 3                           | 9                           |
| 7       | Charles Lyon        | Stati Uniti   | 66           | 9                           | 9                           | 4                           | 0                           | 4                           | 5                           | 9                           | 6                           | 5                           | 11                          | 4                           |
| 8       | Silvio Treleani     | Italia        | 62           | 8                           | 3                           | 1                           | 2                           | 2                           | 4                           | 7                           | 10                          | 7                           | 7                           | 11                          |
| 9       | Sven Thorell        | Svezia        | 59           | 4                           | 6                           | 6                           | 6                           | 5                           | 0                           | 0                           | 7                           | 6                           | 9                           | 10                          |
| 10      | Hans Riedl          | Austria       | 49           | 3                           | 8                           | 2                           | 3                           | 3                           | 10                          | 3                           | 2                           | 9                           | 4                           | 2                           |
| 11      | Cecil Goodricke     | Sudafrica     | 12           | 1                           | 0                           | 7                           | 4                           | 0                           | 0                           | 0                           | 0                           | 0                           | 0                           | 0                           |